# Fanni Juhász
Juhász Fanni (ur. 31 marca 1981 w Mosonmagyaróvárze) – węgierska lekkoatletka, tyczkarka.

## Osiągnięcia
- srebro światowych igrzysk młodzieży (Moskwa 1998)
- brązowy medal mistrzostw świata juniorów (Santiago 2000)
- medalistka mistrzostw kraju w różnych konkurencjach

## Rekordy życiowe
- skok o tyczce – 4,30 (2016)
- skok o tyczce (hala) – 4,25 (2004)
- bieg na 100 m przez płotki – 13,44 (2008 & 2009)